# Mignon Holland Anderson
Pour les articles homonymes, voir Anderson.
Mignon Holland Anderson (née en 1945 à Cheriton en Virginie) est un écrivaine américaine. Elle écrit principalement des nouvelles qui mettent l'accent sur la vie afro-américaine dans l'Eastern Shore de Virginie, la rive orientale de l'État de Virginie aux États-Unis.

## Biographie
Mignon Holland Anderson est née à Cheriton en Virginie,. Ses parents, Frank et Ruby Hollande, étaient les propriétaires d'une maison funéraire.
Elle a étudié à l'université Fisk et a obtenu son Bachelor of Arts (licence)- en 1966. En 1970, elle est diplômée de l'université Columbia avec Master of Fine Arts (mastère 2) 
Elle enseigne l'anglais à l'université du Maryland Eastern Shore,. Elle a servi comme assistant de recherche d'Arna Bontemps.
Anderson écrit des histoires courtes, qui ont lieu dans l'Eastern Shore de Virginie, la rive orientale de l'État de Virginie, et se concentrent sur la vie des Afro-Américains. Son histoire Mostly Womenfolk and a Man or Two (Principalement des femmes et un homme ou deux) se déroule après la fin de l'esclavage aux États-Unis et se concentre sur la façon dont les Afro-Américains ont commencé à s'approprier la culture des blancs.
Son autre histoire, The End of Dying (La fin de mourir), met l'accent sur le racisme .

## Œuvres
- « In the Face of Fire I Will Not Turn Back », in Negro Digest, no 17, 1968, p. 20–23.
- Mostly Womenfolk and a Man or Two: A Collection, Chicago, Third World Press, 1976,  (ISBN 0-88378-075-5).
- The End of Dying, Baltimore, American House, 2001.